# Bistum Nantes
Das Bistum Nantes (lat.: Dioecesis Nannetensis) ist ein Bistum der römisch-katholischen Kirche in Frankreich, das sich über das Gebiet des Département Loire-Atlantique erstreckt.

## Geschichte
Als Gründer und erster Bischof des Bistums Nantes im 3. Jahrhundert gilt der heilige Clair. Im 4. Jahrhundert wurde es dann kanonisch errichtet. 
Bis 2002 war es Suffraganbistum des Erzbistums Tours, seitdem ist es der Kirchenprovinz Rennes zugeordnet.

## Weblinks

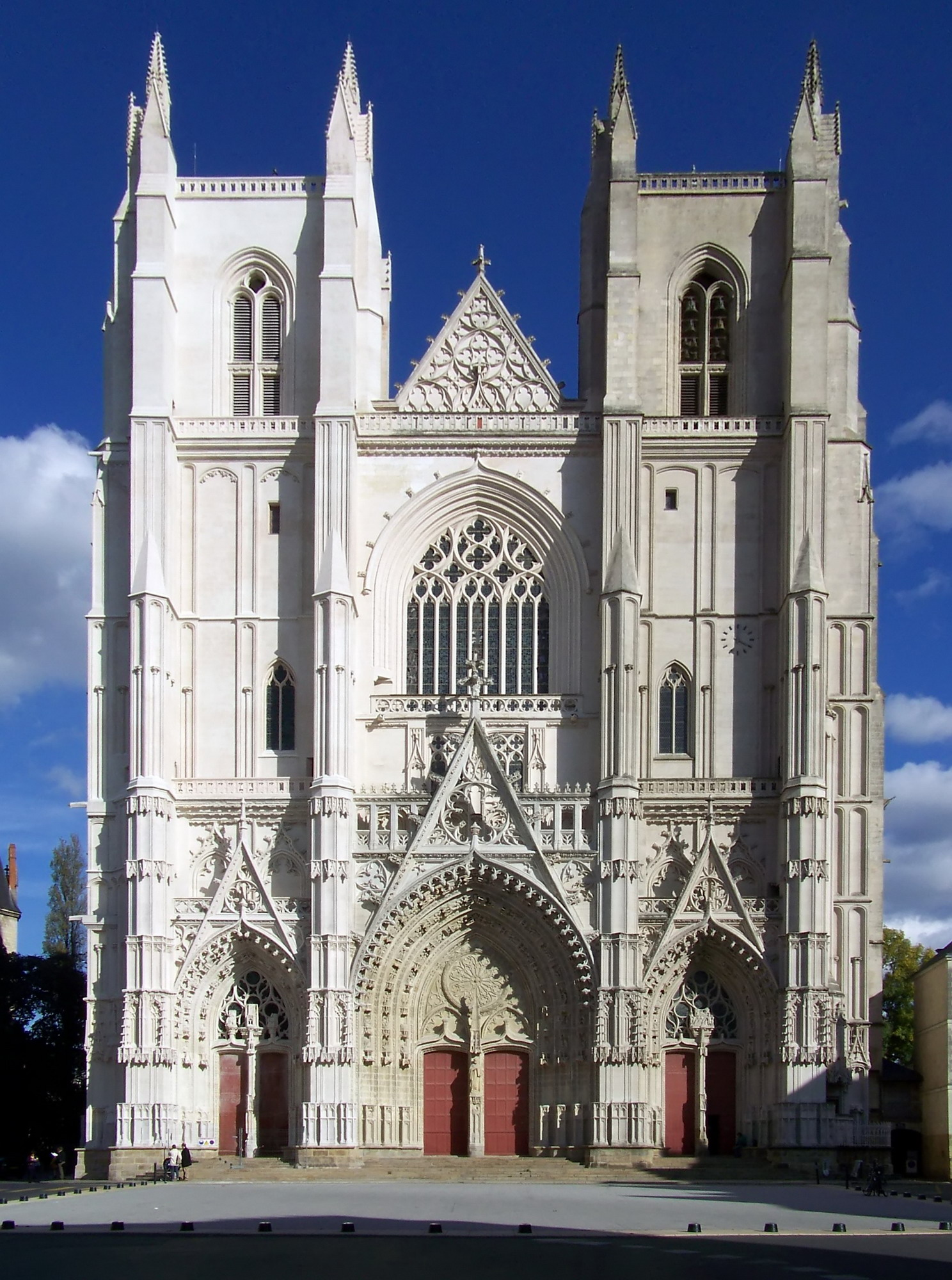
Nantes: Kathedrale
Saint-Pierre-et-Saint-Paul